# 高雄銀行
高雄銀行（たかおぎんこう）は、台湾の高雄市左営区に本社のある商業銀行である。前身は「高雄市銀行」であり、高雄市政府による国家の金融政策に協力し、地方金融と市政の調整と支援、また高雄市の公庫業務を代行して出資・設立を行う金融機関として設立された。そのため現在でも、最大株主は高雄市政府（43.13%）である。類似した金融機関としては同じ直轄市である、台北市の台北銀行（旧台北市銀行・現台北富邦銀行）がある。
一般営業業務のない特殊店舗を除き、全国で36店舗を有する。前述のような金融機関であるが故に、業務地域を高雄市に限定していた流れで1990年代後半までの支店網は高雄市以外には台北支店の1店舗のみであったが、隣接の高雄県2店舗はじめ、屏東県・台中市・台南市・新竹市・桃園市に各1店舗ずつ、台北市に既存店舗だった台北支店に加え、博愛・大直の3店舗、新北市に板橋・中和の2店舗を次々と開設した。